# منظمة أبحاث الفضاء الأوروبية
منظمة أبحاث الفضاء الأوروبية منظمة دولية أسستها 10 دول أوروبية بهدف السعي المشترك للبحث العلمي في الفضاء، تأسست في عام 1964 كمنظمة استند على مؤسسة علمية دولية موجودة سابقا (سيرن)، وتحدد وثيقة تأسيس المنظمة، وهي وثيقة تأسيس المنظمات، أنها كيان مكرس حصرا للمباحثات العلمية، وكان هذا هو الحال بالنسبة لمعظم مسيرتها، ولكن في السنوات الأخيرة قبل تشكيل وكالة الفضاء الأوروبية، بدأ إسرو برنامجا في مجال الاتصالات السلكية واللاسلكية، وبناء على ذلك، فإن وكالة الفضاء الأوروبية ليست كيانا يركز أساسا على العلوم البحتة ولكنها تركز على الاتصالات السلكية واللاسلكية ورصد الأرض والأنشطة الأخرى ذات الدوافع التطبيقية، تم دمج إسرو مع إلدو في عام 1975 لتشكيل وكالة الفضاء الأوروبية.

## التأسيس

### اللجنة التحضيريّة الأوروبيّة لأبحاث الفضاء
تعود الجهود الأوروبيّة المشتركة في أبحاث الفضاء بجذورها إلى عدّة مبادرات ظهرت عامي 1959 و1960 على يد مجموعة صغيرة من العلماء، أثارها عالم الفيزياء الإيطاليّ إدواردو أمالدي وصديقه رجل الدولة والفيزيائي الفرنسيّ بيير فيكتور أوجيه. لم يستهلّ أمالدي وأوجيه التعاون العلميّ على المستوى الأوروبيّ، إذ كانا، في أوائل الخمسينات، قد أسهما وبشكل واضح في تأسيس المنظمة الأوروبيّة للأبحاث النووية.:13
ومع آواخر خمسينات القرن العشرين، تحوَّل الاهتمام العام إلى الفضاء. وقد آتت جهودهم نجاحاً سريعاً،إذ وضعت الحكومات الأوروبيّة في غضون عامٍ من بدء المناقشات الرسميّة الأولى بين العلماء الأوروبيين، وضعت لجنة تحضيريّة بغية اكتشاف إمكانيات إجراء بحث مشترك في الفضاء.
عقدت اللجنة التحضيريّة الأوروبيّة لأبحاث الفضاء دورتها الأولى في باريس يومي 13 و14 مارس عام 1961، وكانت مهمتها الأولى إنشاء الأجهزة اللازمة لتعريف البرنامج العلميّ والبنية التحتيّة للمنظمة المرتقبة، لوضع ميزانيتها وإعداد اتفاقية لتوقيعها من قبل حكومات الدول الأعضاء التي ترغب بالانضمام إليها. ولتحقيق هذه الغاية، انتخبت دورة اللجنة التحضيريّة مكتباً، مؤلفاً من: الرئيس هاري ماسي، ونوَّابُه لويجي بروغليو وهندريك فان دي هولست، وسكرتير تنفيذيّ بيير أوجيه، إلى جانب جميع من لعبوا دوراً هاماً خلال المناقشات التي دارت عام 1960، وبصرف النظر، لا يزال بيير أوجيه نشطاً وأحد أبرز علماء الفضاء الأوروبيّين. تأسس فيما بعد مجموعتا عمل للمكتب.
الأولى كانت المجموعة المؤتة العلميّة والتقنيّة العاملة (الإنجليزيّة: Interim Scientific and Technical Working Group)، وكانت مهمتها تحضير البرنامج العلميّ للمنظمة الفضائيّة المُقبلة، إلى جانب الاهتمام بالآثار المالية والتقنية المترتبة على مقترحات المجموعة. رُشِّحَ لاميك هولثن من المعهد الملكيّ للتكنولوجيا في ستوكهولم، رئيساً لهذه المجموعة، كما عُيِّنَ ريميه لوست من معهد ماكس بلانك للفيزياء في جراشينج في ألمانيا لمنصب سكرتير التنسيق.:41
أما المجموعة الثانية فكانت مجموعة العمل القانونيّة والإداريّة والمالية (الإنجليزيّة: Legal, Administrative and Financial Working Group)، وقد تُركت رئاسة هذه المجموعة مفتوحةً بدايةً، على الرغم من وجود توصيات بأن يكون رئيسها من جمهورية ألمانيا الاتحاديّة. وقد تولَّى هذا المنصب ألكسندر هوكر وهو موظّف بارز في بادجودسبيرج. وكانت جميع الدول الأعضاء في المنظمة مُمَثَّلةً في مجموعتي العمل هاتين، كما كان من مهام هاتين المجموعتين وضع مجموعات فرعيّة لتسهيل العمل.:41

### الكتاب الأزرق
أعدّ المجموعة العاملة العلميّة والتقنيّة المؤقتة في الاجتماع الثالث لوكبيرس يومي 24 و25 أكتوبر عام 1961 في مدينة ميونيخ الألمانيّة، وثيقةً من 77 صفحة تؤطر للمنظمة الأوروبيّة لأبحاث الفضاء، وهو ما أُطلق عليه الكتاب الأزرق:48 وقد قُسِّمَ هذا الكتاب إلى خمسة أجزاء، خُصِّصَ كل جزء لأحد المواضيع الآتية:
- مخطط عام للمنظمة
- البرنامج العلميّ للمنظمة
- مركز المنظمة التكنولوجيّ
- التعامل مع البيانات
- النطاقات والمركبات

وقد توقّع واضعو وثيقة الكتاب الأزرق فيه إطلاق 435 صاروخ وتطوير وإطلاق 17 قمراً صناعياً خلال السنوات الثمانية التي تغطيها الاتفاقية، وبالتحديد 11 قمراً صناعياً صغيراً و4 مسابر فضائيّة وقمران صناعيّان كبيران.